# Sophia van der Goude
Sophia van der Goude of Sophia van Gouda (circa 1265 - 1299) was vrouwe van Gouda en de laatste telg uit het geslacht Van der Goude.

## Levensloop
Nadat Dirk, heer van der Goude, overleed - hij overleed voor 1272 - kwam zijn erfdochter Sophia onder voogdij van Nicolaas van Kats sr. te staan. In de oorkonde bij het verkrijgen van de stadsrechten door Gouda in 1272 worden de Van der Goudes echter in het geheel niet meer genoemd. Van Cats, en niet een Van der Goude, kreeg de stadsvrijheid van Gouda van Floris V van Holland. Wel werd Sophia opgevoed door Van Cats. Het was de bedoeling dat zij met een van de zonen van Nicolaes zou trouwen, maar vanwege het overlijden van de oudste zoon Jan en een eerder huwelijk van de jongste zoon Nicolaas, kwam dit huwelijksvoornemen nooit tot uitvoering. Ze trouwde voor 1282 met de Zeeuwse heer Jan III van Renesse. In 1285 werd dit huwelijk bekrachtigd door Paus Honorius IV. Uit hun huwelijk werd een dochter Margriet geboren, andere kinderen van dit echtpaar zijn niet bekend. Jan van Renesse raakte in ongenade bij de heersende elite van Holland en week uit naar Vlaanderen. Daar behaalde hij successen in 1302 in de Guldensporenslag. Een terugkeer naar Holland werd hem noodlottig, hij kwam in 1304 om het leven bij een schermutseling toen hij de Lek over wilde steken. Vijf jaar eerder was Sophia, zijn echtgenote, al overleden. Na het overlijden van Sophia verkreeg niet haar dochter Margriet de heerlijkheid Gouda. Graaf Willem III beleende in 1308 de heerlijkheid Gouda aan zijn broer, Jan van Beaumont, waardoor definitief een einde was gekomen aan het tijdperk van de Van der Goudes in Gouda. Margriet verkreeg slechts de heerlijkheid Stein.